# Теорема Вівіані

Сума довжин відрізків у правильному трикутнику дорівнює його висоті

Теоре́ма Вівіа́ні (англ. Viviani's theorem) — твердження у геометрії трикутника, згідно з яким сума відстаней від довільної точки всередині правильного трикутника до його сторін є сталою і дорівнює висоті трикутника.
Названа іменем італійського математика Вінченцо Вівіані, який опублікував її в 1649 році.
Твердження за частиною сталості суми відстаней від довільної внутрішньої точки до сторін може бути узагальнене на правильні многокутники і многокутники з однаковими кутами.

## Доведення
Теорему можна довести шляхом порівняння площ трикутників. Нехай {\displaystyle \triangle ABC} — рівносторонній трикутник, у якому {\displaystyle h} — це висота, і {\displaystyle a} — довжина кожної із сторін. Точка {\displaystyle P} обирається довільно всередині трикутника, і тоді {\displaystyle t}, {\displaystyle u}, {\displaystyle s} — відстані від точки {\displaystyle P} до сторін трикутника. Тоді площа {\displaystyle \triangle ABC} може бути визначена таким способом:
{\displaystyle S_{\triangle ABC}=S_{\triangle ABP}+S_{\triangle ACP}+S_{\triangle BCP}},
Звідки випливає співвідношення:
{\displaystyle {\frac {ah}{2}}={\frac {at}{2}}+{\frac {au}{2}}+{\frac {as}{2}}},
тобто:
{\displaystyle h=t+u+s},
що і потрібно було довести.

## Застосування

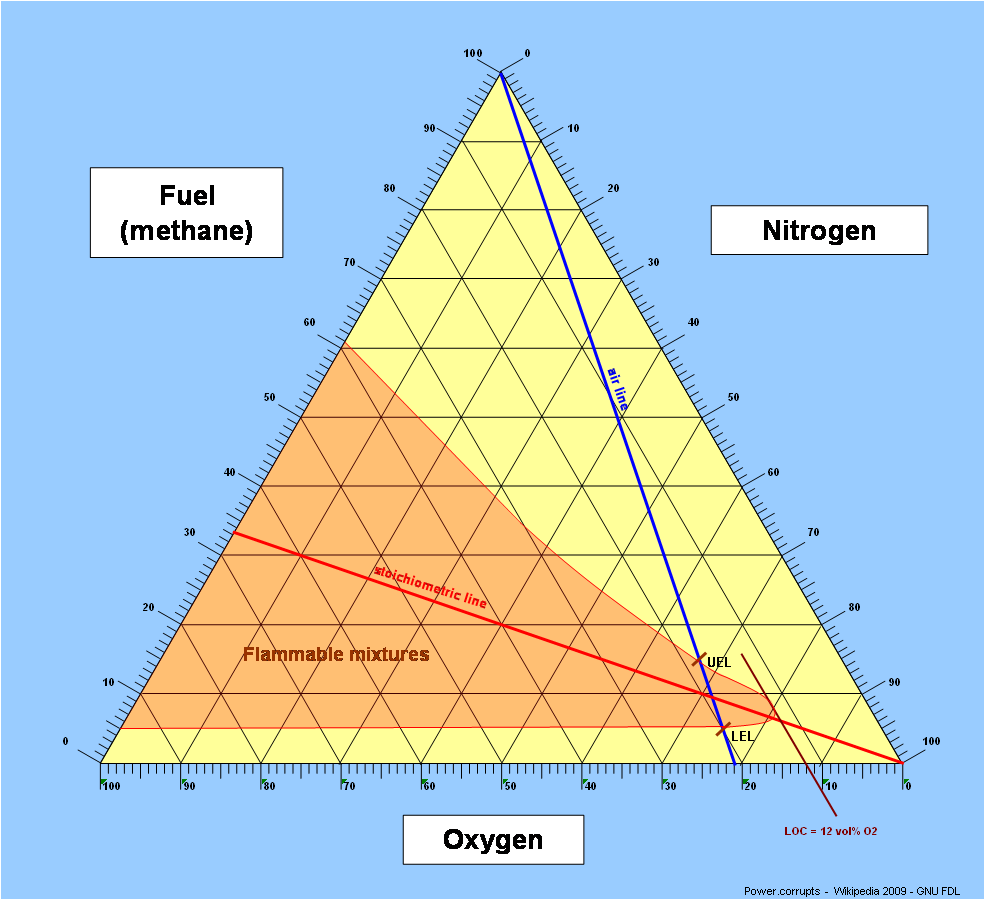
метану

Теорема Вівіані дозволяє отримувати координати точок на трикомпонентних діаграмах шляхом проведення ліній, паралельних до сторін рівностороннього трикутника. Зокрема так можна будувати діаграми займистості.
У загальнішому випадку, вона дозволяє задавати координати на правильному симплексі.

## Узагальнення

### Правильні багатокутники

Сума висот PI + PJ + PK + PL + PM + PN + PO не залежить від положення P.

У своєму виданні п'ятої книги «Конічні перетини» Аполлонія Вівіані дає більш загальний результат:
| У правильному опуклому n-кутнику (тобто і рівносторонньому і рівнокутному) сума відстаней від будь-якої точки всередині багатокутника до його сторін (або їх продовжень) постійна і не залежить від розташування точки. |

Зокрема, якщо {\displaystyle d_{i}} ‒ відстані від деякої точки Р, що лежить всередині правильного n-кутника, до його сторін,
{\displaystyle a_{p}} ‒ апотема цього n-кутника, то виконується рівність:
{\displaystyle \textstyle \sum _{i=1}^{n}\displaystyle d_{i}=a_{p}\cdot n}
Доведення аналогічне до випадку трикутника. Якщо P знаходиться всередині n-кутника A1…An, то відрізки PA1, …PAn ділять багатокутник на n трикутників з основами A1A2, A2A3, …, AnA1. Тоді площа багатокутника дорівнює сумі площ всіх трикутників. Оскільки основи трикутників однакові (довжина сторони n-кутника), то сума площ дорівнює добутку суми висот на половину сторони. Площа багатокутника та довжина половини сторони не залежать від P, сума висот трикутників також не залежить від P.
Після проведення нескладних обчислень, знаходимо, що ця сума дорівнює добутку n на апотему.

### Рівнокутні багатокутники
Сума відстаней від внутрішньої точки рівнокутного многокутника до його сторін не залежить від розташування точки.:203-211

### Опуклі багатокутники
Необхідною і достатньою умовою для того, щоб опуклий багатокутник мав постійну суму відстаней від будь-якої внутрішньої точки до сторін, є наявність трьох неколінеарних внутрішніх точок з однаковими сумами відстаней.:203-211

### Багатогранники
Сума відстаней від внутрішньої точки опуклого багатогранника до його граней постійна, якщо всі грані багатогранника мають однакову площу (зокрема і правильні багатогранники).:203-211 Наприклад, властивістю володіють усі тетраедри з гранями однакової площі (тобто рівногранні тетраедри), а не лише правильний тетраедр.
Сума також постійна для багатогранників, грані яких парні за кількістю і мають попарно паралельні протилежні грані (як у паралелепіпедів і архімедових багатогранників, за винятком двох кирпатих).